# Vierraden
Vierraden war eine Kleinstadt mit etwa 1000 Einwohnern im Nordosten Brandenburgs. Am 26. Oktober 2003 wurde sie in die Stadt Schwedt/Oder eingemeindet, von der sie etwa drei Kilometer entfernt liegt. Bis 2003 gehörte sie dem Amt Gartz (Oder) an.
Der Ort liegt nahe der Mündung der Welse in die Hohensaaten-Friedrichsthaler Wasserstraße, die parallel zur Oder verläuft. Östlich von Vierraden erstreckt sich der Nationalpark Unteres Odertal.

## Geschichte

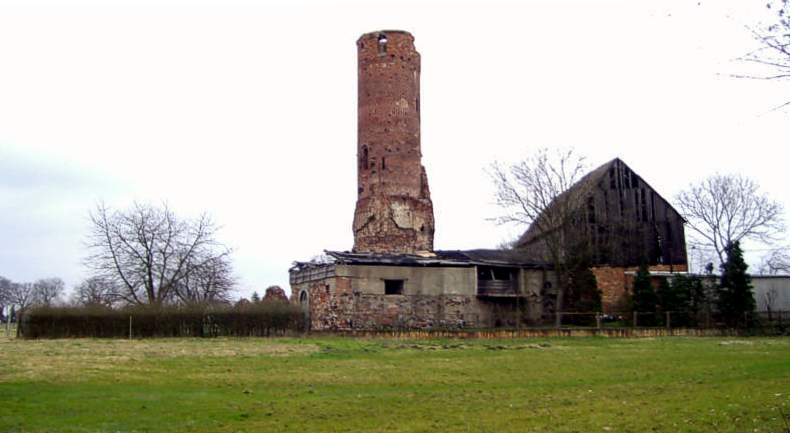
Der „Hungerturm“, Rest der Vierradener Burganlage; rechts eine für das Gebiet typische Tabakscheune

1265 wurde eine Mühle erstmals urkundlich erwähnt. Die Benennung der vier Räder ist 1269 bezeugt. Die noch in einem Hungerturm erhaltene Burg am nördlichen Welseufer taucht 1321 erstmals in einem Schriftstück auf. Am 13. August 1284 wurde hier der Frieden zu Vierraden zwischen Pommern und der Mark Brandenburg geschlossen. 1515 bekam Vierraden das Stadtrecht. Im Zweiten Weltkrieg wurde die Stadt fast völlig zerstört. In der Nähe der Neuen Welse liegt der alte Jüdische Friedhof, dessen verwahrlostes Gelände 1988 wieder hergerichtet und mit einem Gedenkstein für die ehemalige Jüdische Gemeinde versehen wurde.
In Berlin-Friedrichsfelde gab es bis etwa 1960 den nach dieser Stadt bezeichneten Vierradener Platz. Er wurde bei der Bebauung des heute Rosenfelder Ring genannten Gebietes nördlich der Straße Alt-Friedrichsfelde beseitigt. Im Jahr 1937 erhielt eine Straße im damaligen Stadtbezirk Berlin-Mahlsdorf die neue Bezeichnung Vierradener Weg, die sie bis heute trägt.

## Wappen
| Wappen von Vierraden | Blasonierung: „In Grün eine heraldische silberne Rose mit goldenem Butzen.“ |
| Wappen von Vierraden | Wappenbegründung: Auch in dem Siegel von 1575 mit der Umschrift „SIGILLVM VIRADENSIS“ füllt die Rose das ganze Siegelbild aus. Ein Siegel von 1612 zeigt einen Schild mit Rose, Palmenzweig und Fürstenkrone. Kurfürst Johann I. gestattete 1515 dem Grafen Wolfgang von Hohnstein, dass er „zum Vierraden ein Stetlein erbaue, das Der Rosengarten genannt sein soll“. Doch war diesem Namen keine lange Lebensdauer beschieden. Nur die Rose im Wappen erinnert noch an jene historische Episode. |

## Wirtschaft und Verkehr

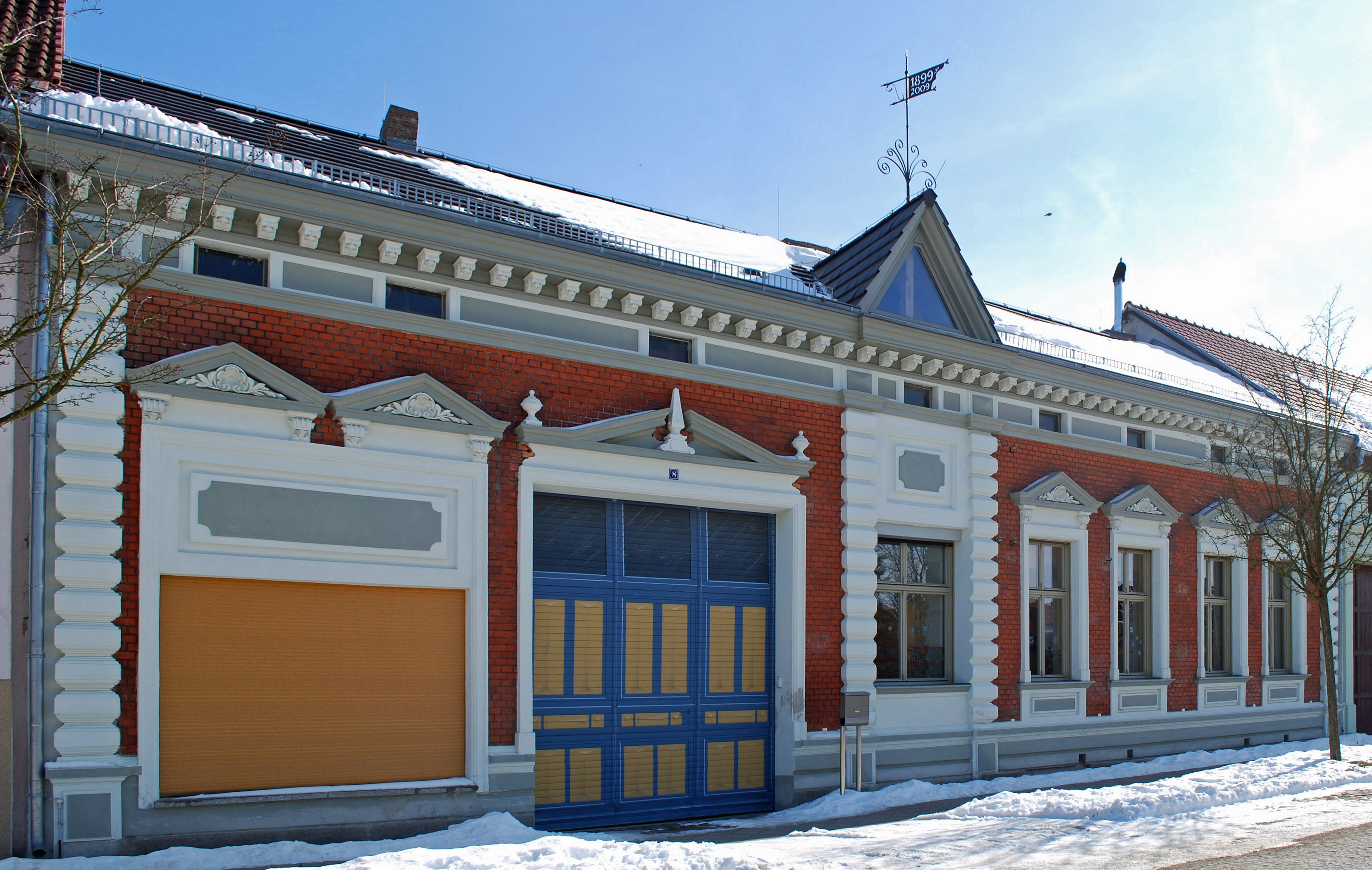
Historisches Geschäftshaus in der Breiten Straße

Der Tabakanbau hat in Vierraden und Umgebung eine lange Tradition, die auf die eingewanderten Hugenotten zurückzuführen ist. Die Ostuckermark ist eines der größten deutschen Tabakanbaugebiete, davon zeugen viele typische Tabakscheunen und der 1875 nach Plänen von August Carl Lange in neugotischen Formen aus Backstein errichtete fünfstöckige Tabakspeicher sowie das Vierradener Tabakmuseum. Es befindet sich in einer dreigeschossigen ehemaligen Tabakscheune in der Breiten Straße 14. 
Vierraden liegt an der Bundesstraße 2 von Schwedt/Oder nach Gartz (Oder) (seit 2005 Umgehungsstraße) und ist über die Bundesautobahn 11 zu erreichen (Anschlussstelle Pfingstberg).

## Bauwerke
Die 1788 erbaute Dorfkirche von Vierraden war nach der Zerstörung im Zweiten Weltkrieg für einige Jahrzehnte eine Ruine. Ein zu Beginn des 21. Jahrhunderts gegründeter Freundeskreis Kreuzkirche hat mittels Fördergeldern und Spenden den Wiederaufbau der Kirche organisiert. So erhielt das Gebäude 2009 ein neues Dach, für das im Juni das Richtfest gefeiert wurde.

## Kultur

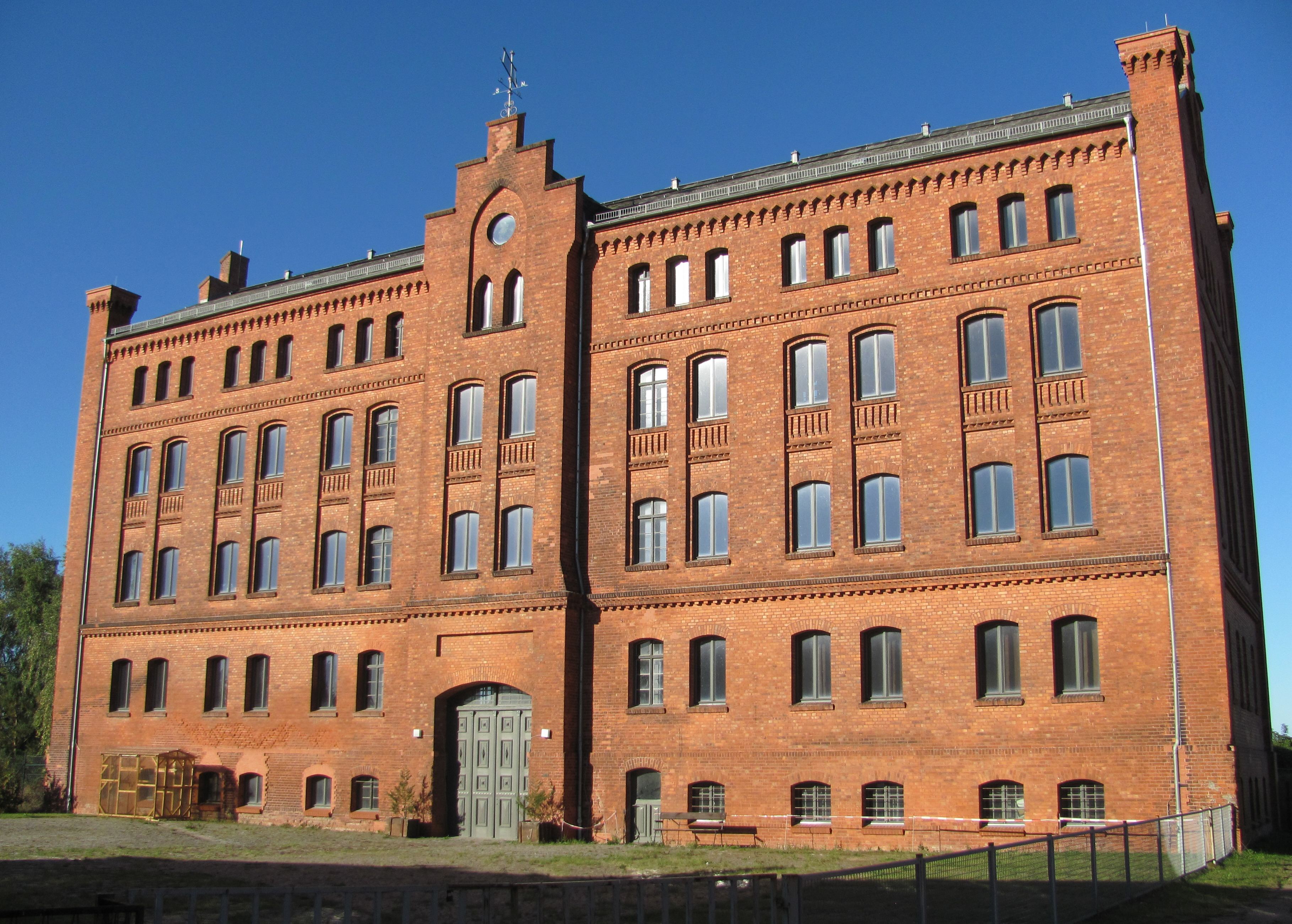
Vierraden, Schwedter Straße 19, Tabakspeicher

1998 erwarb der Berliner Architekt Klaus Hirsch den ansässigen verfallenden Tabak-Speicher und gründete 1999 zur Rettung der ehemaligen Tabakfabrik den Verein kunstbauwerk e. V., der das Gebäudeensemble – Tabakspeicher, Fabrikantenvilla und Arbeiterwohnhaus – sanierte und den Ort zu einem Veranstaltungsort für Kultur umbaute. Seit Sommer 2000 gestaltet der Verein kulturelle Veranstaltungen, darunter das jährlich stattfindende deutsch-polnische Kunstsymposium Oder|Odra. Zu den künstlerischen Kuratoren und Leitern des Symposiums zählen u. a. Patrick Huber, Ute Lindner und Agata Zbylut.

## Persönlichkeiten
- Friedrich August von Staegemann (1763–1840), Politiker, Beamter und Diplomat